# Olimpija Riga
Olimpija Riga (Futbola Klubs Olimpija Riga) war ein lettischer Fußballverein aus der Hauptstadt Riga.

## Geschichte
Der Verein wurde 1992 als FK Kompar-Daugava Riga gegründet. In der ersten Saison belegte der Klub den 5. Platz in der 1. Liga. Jurijs Hudjakovs wurde der beste Torschütze des Vereins. Dzintars Sproģis wurde 1992 als bester Verteidiger der lettischen Liga gekürt. Im selben Jahr erreichte Kompar-Daugava das Pokalfinale, verlor aber mit 0:1 nach Verlängerung gegen Skonto Riga.
Im Jahr 1993 wurde der Verein in FK Olimpija Riga umbenannt. Namensgeber war die Riga Olimpija Bank, die den Verein finanziell unterstützte. Das Team wurde in diesem Jahr Vizemeister in der Virslīga hinter Skonto Riga. Torwart Ēriks Grigjans und Andrejs Štolcers aus dem Mittelfeld wurden beide als beste Spieler in ihren Positionen nominiert. Für die Saison 1994 erwarben sie Nationaltorwart Oļegs Karavajevs. Der Verein belegte den vierten Platz in der Liga, gewann aber den lettischen Pokal mit einem 2:0 gegen DAG Riga.
Im Jahr 1995 verließen die meisten Spieler den Klub. Die Bank sprang als Sponsor auch ab. In der Liga beendeten sie den neunten und vorletzten Platz. Nach der Saison wurde der Verein aufgelöst.

## Namensänderungen
- 1992 – FK Daugava-Kompar Riga
- 1993 – FK Olimpija Riga

## Europapokalbilanz
| Saison  | Wettbewerb                  | Runde         | Gegner        | Gesamt | Hin     | Rück    |
| ------- | --------------------------- | ------------- | ------------- | ------ | ------- | ------- |
| 1994/95 | Europapokal der Pokalsieger | Qualifikation | FK Bodø/Glimt | 0:6    | 0:6 (A) | 0:0 (H) |

Gesamtbilanz: 2 Spiele, 1 Unentschieden, 1 Niederlage, 0:6 Tore (Tordifferenz −6)